# Station Bjorli
Station Bjorli is een treinstation in Bjorli in de gemeente Lesja in  fylke Innlandet in Noorwegen. Het stationsgebouw dateert uit 1921 en is een ontwerp van Gudmund Hoel en Gerhard Fisher. Bjorli ligt aan Raumabanen. Het station wordt bediend door lijn 22 die een paar keer per dag naar Åndalsnes en Dombås rijdt. In de zomer rijdt er ook een stoomtrein tussen Bjorli en Åndalsnes.

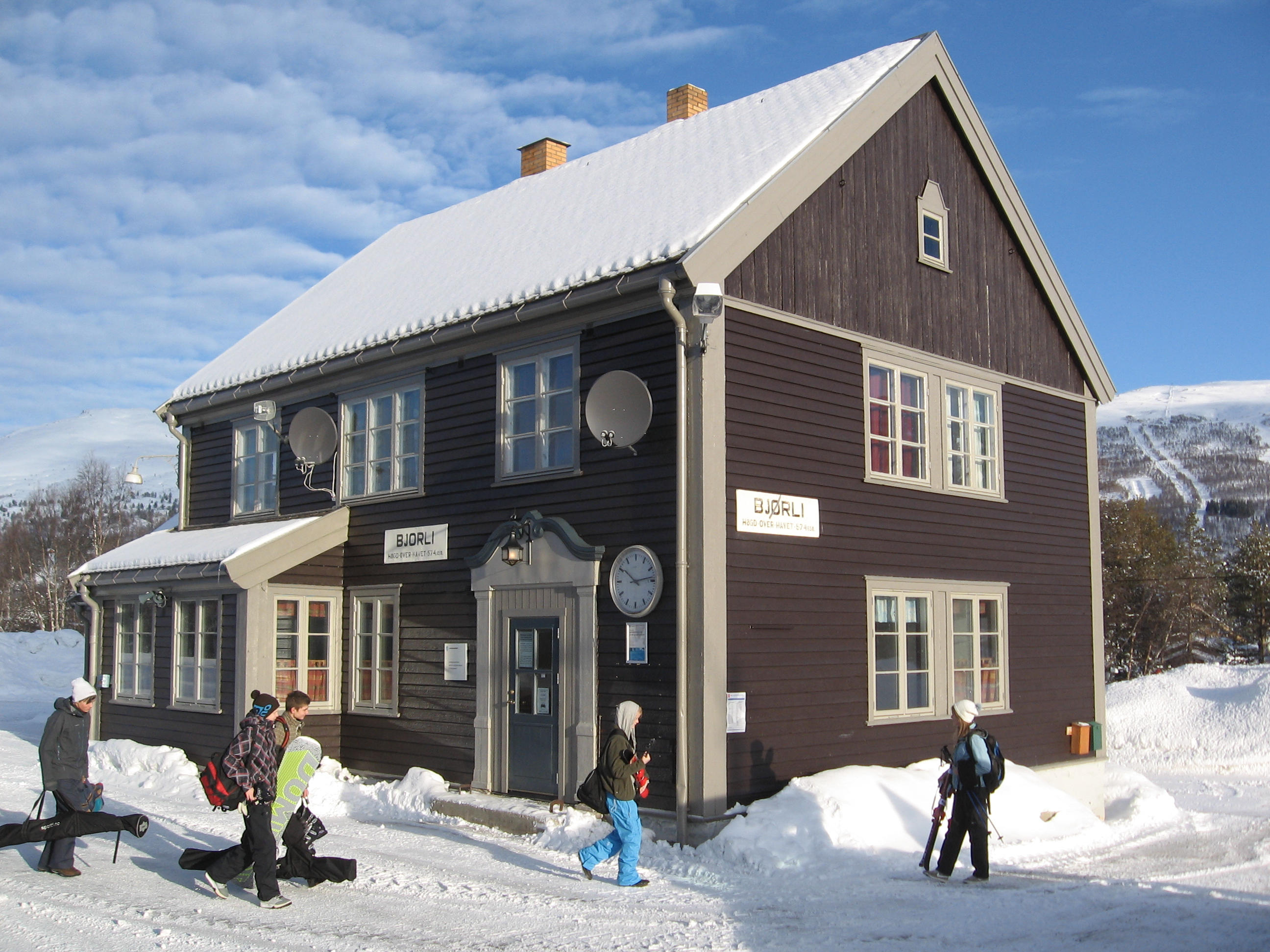
Het station in 2009